# Eleição municipal de Nova Iguaçu em 2012
A eleição municipal da cidade brasileira de Nova Iguaçu  ocorreu em 7 de Outubro e 28 de Outubro (Segundo turno para prefeito) de 2012 para eleger um prefeito, um vice-prefeito e 29 vereadores para a administração da cidade. O prefeito anterior, Lindbergh Farias (PT), reeleito em 2008, renunciou ao cargo em 2010 para concorrer e posteriormente assumir o mandato de Senador da República pelo Estado do Rio de Janeiro, fazendo com que a vice-prefeita Sheila Gama (PDT) assumisse o mandato municipal. Sheila buscava a reeleição para o Paço Municipal com um mandato completo, mas os resultados do processo eleitoral evidenciaram a eleição de Nelson Bornier, prefeito entre 1996-2002, com 55,30% dos votos contra 44,70% da então mandatária municipal.

## Candidatos à prefeito

### Primeiro Turno[1]
| Candidato a prefeito   | Candidato a prefeito | Candidato a vice           | Número eleitoral | Coligação                                                                            |
| ---------------------- | -------------------- | -------------------------- | ---------------- | ------------------------------------------------------------------------------------ |
| Marcos Fernandes (PRB) | --                   | Pereira das Máquinas (PRB) | 10               | --                                                                                   |
| Sheila Gama (PDT)      | --                   | Alberto Cantalice (PT)     | 12               | Trabalho e carinho pela nossa cidade PDT / PT / PPS / PRTB / PHS / PTC / PSB / PTdoB |
| Walney Rocha (PTB)     | --                   | Dr. Hildoberto (PTB)       | 14               | Deus e o povo unidos por uma Nova Iguaçu melhor PTB / PMN / PSDC / PPL               |
| Nelson Bornier (PMDB)  |                      | Dani Nicolasina (PMDB)     | 15               | Uma Nova Iguaçu para todos PMDB / PP / PSL / PTN / PSC / PRP / PSD                   |
| Renato Gomes (PSTU)    | --                   | Rosangela Pinheiro (PSTU)  | 16               | --                                                                                   |
| José Renato (PCB)      | --                   | Paulo Cesar (PCB)          | 21               | --                                                                                   |
| Rogério Lisboa (DEM)   | --                   | Isaias Coimbra (PR)        | 25               | Governo para todos DEM / PR / PSDB                                                   |
| Xandrinho (PV)         | --                   | Adelita Gimezes (PV)       | 43               | --                                                                                   |
| Emílio Araújo (PSOL)   | --                   | Paula do Brizolão (PSOL)   | 50               | --                                                                                   |
| Waguinho (PCdoB)       | --                   | Fernando Cid (PCdoB)       | 65               | --                                                                                   |

### Segundo turno[2]
Em 7 de outubro foi realizada a votação em primeiro turno. Como o município de Nova Iguaçu tem mais de 200 mil eleitores, segundo a lei eleitoral em vigor é adotado o sistema de dois turnos, que é iniciado caso o candidato mais votado receber menos de 50% +1 dos votos.  Com isso no dia 28 de outubro realizou-se o segundo ciclo eleitoral com os seguintes candidatos:
| Candidato a prefeito  | Candidato a prefeito | Candidato a vice         | Número eleitoral | Coligação                                                                              |
| --------------------- | -------------------- | ------------------------ | ---------------- | -------------------------------------------------------------------------------------- |
| Sheila Gama (PDT)     | --                   | Alberto Cantalice        | 12               | Trabalho e carinho pela nossa cidade PDT / PT / PPS / PRTB / PHS / PTC / PSB / PT do B |
| Nelson Bornier (PMDB) |                      | Daniele Wienen Guimarães | 15               | Uma Nova Iguaçu para todos PMDB / PP / PSL / PTN / PSC / PRP / PSD                     |

## Resultados

### Prefeito[2]
| Candidato(a)           | 1º turno | 1º turno    | 2º turno         | 2º turno         |
| Candidato(a)           | Total    | Percentagem | Total            | Percentagem      |
| ---------------------- | -------- | ----------- | ---------------- | ---------------- |
| Nelson Bornier (PMDB)  | 152.326  | 39,05       | 207.242          | 55,30%           |
| Sheila Gama (PDT)      | 78.759   | 20,19       | 167.522          | 44,70%           |
| Waguinho (PCdoB)       | 59.402   | 15,23       | Não participaram | Não participaram |
| Rogério Lisboa (DEM)   | 35.295   | 9,05        | Não participaram | Não participaram |
| Walney Rocha (PTB)     | 33.361   | 8,55        | Não participaram | Não participaram |
| Marcos Fernandes (PRB) | 18.694   | 4,79        | Não participaram | Não participaram |
| Xandrinho (PV)         | 6.847    | 1,76        | Não participaram | Não participaram |
| Emílio Araújo (PSOL)   | 4.355    | 1,12        | Não participaram | Não participaram |
| Renato Gomes (PSTU)    | 1.055    | 0,27        | Não participaram | Não participaram |
| Total de votos válidos | 390.094  | 84,51%      | 374.764          | 86,41%           |
| → Votos em branco      | 30.823   | 6,68%       | 22.997           | 5,30%            |
| → Votos nulos          | 40.656   | 8,81%       | 35.958           | 8,29%            |
| Total                  | 461.573  | 100%        | 433.719          | 100%             |
| Abstenções             | 99.818   | 17,78%      | 127.672          | 22,74%           |
| Total de inscritos     |          | 100%        |                  | 100%             |

### Vereadores eleitos[2]
| Candidato/ Partido/ Condição eleitoral       | Porcentagem | Votos |
| -------------------------------------------- | ----------- | ----- |
| ANDERSON SANTOS · PDT · eleito               | 1,61%       | 6.191 |
| MARQUINHOS DA TIA MEGUE · PMDB · eleito      | 1,45%       | 5.597 |
| CARLINHOS PRESIDENTE · PDT · eleito          | 1,29%       | 4.957 |
| MARCOS ROCHA · PDT · eleito                  | 1,28%       | 4.947 |
| EDUARDO DO DOCE · PMDB · eleito              | 1,25%       | 4.812 |
| GERCIANO · PMDB · eleito                     | 1,24%       | 4.768 |
| MAURICIO MORAIS · PMDB · eleito              | 1,24%       | 4.757 |
| ALCEMIR GOMES · PR · eleito                  | 1,18%       | 4.539 |
| FABINHO MARINGÁ · PR · eleito                | 1,05%       | 4.050 |
| MAROTTE JÁ É · PHS · eleito                  | 0,98%       | 3.759 |
| GIANE JURA · PTN · eleito                    | 0,92%       | 3.527 |
| DR CACAU · PSD · eleito                      | 0,88%       | 3.403 |
| MARCELINHO AMIGO DAS CRIANÇAS · PTN · eleito | 0,86%       | 3.305 |
| CARLÃO CHAMBARELLI · PSDB · eleito           | 0,85%       | 3.289 |
| FERREIRINHA · PT · eleito                    | 0,83%       | 3.195 |
| FERNANDINHO MOQUETA · PPS · eleito           | 0,80%       | 3.066 |
| DENILSON AMBROSIO · PDT · eleito             | 0,79%       | 3.041 |
| RAEL O AMIGO DO CORAÇÃO · PTN · eleito       | 0,77%       | 2.980 |
| NEIZINHO IRMÃO · PHS · eleito                | 0,77%       | 2.959 |
| JUNINHO DO PNEU · PR · eleito                | 0,75%       | 2.879 |
| FABIO RODILÂNDIA · DEM · eleito              | 0,72%       | 2.754 |
| ARTHUR LEGAL · PT · eleito                   | 0,66%       | 2.560 |
| JORGE DE AUSTIN · PSDB · eleito              | 0,65%       | 2.505 |
| RENATO DO MERCADO · DEM · eleito             | 0,62%       | 2.392 |
| MARCELO NOZINHO · PSD · eleito               | 0,62%       | 2.371 |
| GILSON CUNHA · PMN · eleito                  | 0,47%       | 1.814 |
| FLAVINHO · PSDC · eleito                     | 0,41%       | 1.573 |
| LUISINHO · PC do B · eleito                  | 0,38%       | 1.451 |
| HENRIQUE NEVES · PC do B · eleito            | 0,36%       | 1.405 |